# NGC 2268
NGC 2268 ist eine Balken-Spiralgalaxie vom Hubble-Typ SBbc im Sternbild Giraffe am Nordsternhimmel. Sie ist schätzungsweise 107 Millionen Lichtjahre von der Milchstraße entfernt und hat einen Durchmesser von etwa 80.000 Lichtjahren.

Gemeinsam mit NGC 2276, NGC 2300, IC 455, IC 469, IC 499 und IC 512 u. a. bildet sie die NGC 2276-Gruppe.
Die Typ-Ia-Supernova SN 1982B wurde hier beobachtet.
Das Objekt wurde im Jahr 1871 von dem französischen Astronomen Alphonse Borrelly mithilfe eines 182 mm-Teleskops entdeckt und später vom dänischen Astronomen Johan Dreyer in seinem New General Catalogue verzeichnet.